# Alfred Zacharias
Alfred Zacharias (* 25. März 1901 in Regensburg; † 3. November 1998 in Gauting) war ein deutscher Pädagoge, Gymnasialprofessor, Grafiker und Schriftsteller.

## Leben
Alfred Zacharias war der Sohn des Hoffotografen Rudolf Zacharias. Er wurde in der Oberen Bachgasse 23 geboren. Sein Großvater war der Dekorationsmaler Otto Zacharias sen. (1846–1930), sein Onkel der Kunstmaler Otto Zacharias jun. (1876–1952), der die Werkstätte für Dekorationsmalerei ab 1919 in vierter Generation leitete.
Während des Besuchs der Oberrealschule, (heute Goethe-Gymnasium Regensburg)  wurde Alfred Zacharias stark beeinflusst und gefördert von seinem Kunstlehrer, dem Maler und Grafiker Oskar Birckenbach, der ihm auch die Technik des Holzschnitts nahebrachte. Birckenbach war es auch, der ihn 1920 mit Josef Achmann und Georg Britting bekannt machte. Die Begegnung erfolgte im Atelier von Achmann, gelegen am Platz Am Königshof. Dort betrieb Achmann auch die Redaktion der expressionistischen Zeitschrift Die Sichel, in der bald darauf der erste Holzschnitt von Alfred Zacharias Kahnfahrt erschien. Später gab es eine enge Bindung von Alfred Zacharias an den Verleger Josef Habbel, in dessen Verlag viele der Zacharias verfassten und illustrierten Kinder- und Jugend-Bücher erschienen.
Alfred Zacharias studierte an der Technischen Hochschule in München und der dortigen Kunstgewerbeschule. 1930 absolvierte er das Staatsexamen für das Lehramt an höheren Schulen. Von 1932 bis 1966 wirkte er als Gymnasiallehrer für Kunsterziehung und als Leiter eines Studienseminars in München. 1938 wird Zacharias für das Kinderbuch Der Bauernzorn mit dem 2. Platz des Hans-Schemm-Preisausschreibens des Nationalsozialistischen Lehrerbundes (NSLB) ausgezeichnet. Zacharias lebte seit 1934 mit seiner Familie in Gauting. Die Gemeinde verlieh ihm 1992 den Günther-Klinge-Kulturpreis.
Alfred Zacharias arbeitete neben seiner Lehrtätigkeit als Grafiker; er war besonders auf dem Gebiet des Holzschnitts tätig und illustrierte zahlreiche Bücher. Daneben verfasste er auch eigene literarische Werke.
Aus seiner Ehe mit der aus Düsseldorf stammenden Kunsterzieherin und Aquarellistin Irmgard Zacharias, geborene Fischel, gingen drei Kinder hervor: der Künstler und Hochschullehrer Thomas, der Kunst- und Kulturpädagoge Wolfgang und die Kunstmalerin Veronika Zacharias.

## Werke
- Sieben Holzschnitte, Regensburg 1922
- Tod und Teufel, Regensburg 1922
- Halt' euch brav, ihr deutschen Brüder, Stuttgart 1936
- Der Bauernzorn, Dresden 1937
- Kornett in Siebenbürgen, Berlin 1938
- Wanderhans, Dresden 1938
- Robinson, Berlin 1939
- Der deutsche Holzschnitt, Salzburg 1942
- Stein in der Mauer, Berlin 1943
- Columbus entdeckt Amerika, München 1948
- Stern und Engel, Düsseldorf 1948
- Zauberer, München 1948
- Guckguck - Dada, München 1949
- Till Eulenspiegel erzählt sein Leben, München 1950
- Bileams Eselin, Düsseldorf 1952
- Heiligenbuch, Düsseldorf 1956
- Kleine Kunstgeschichte abendländischer Stile, München [u. a.] 1957
- Mein Kunstbuch, München [u. a.] 1965
- Tagebuch der Venus, München 1969
- Zauberer Zamboni zaubert, Recklinghausen 1969
- Das Rieseneis, Ravensburg 1973
- Zwick, der Zwerg, Ravensburg 1973

## Illustrierte Werke
- Paul Alverdes: Deutsches Anekdotenbuch, München 1936
- Aus dem Ärmel geschüttelt, Stuttgart [u. a.] 1967
- Kay Borowsky: Goethe liebte das Seilhüpfen, Tübingen 1989
- Carlo Collodi: Purzels Abenteuer, München 1949
- Lydia L. Dewiel: Das kleine Buch der Antiquitäten für stillvergnügte Sammler, München 1966
- Ludwig Dinklage: Geheimnisvolle Schiffe, Reutlingen 1942
- Ludwig Dinklage: Wir sind Minenmatrosen, Reutlingen 1942
- Gerhart Drabsch: Die Burg, Berlin 1943
- Gerhart Drabsch: Die Indianergeschichte, Berlin 1938
- Peter Eckart: Für Deutsch-Ostafrika, Reutlingen 1942
- Englische Volkslieder, Düsseldorf [u. a.] 1951
- Französische Volkslieder, Düsseldorf 1952
- Rudolf Freytag: Der Regensburger Kasperl, Regensburg 1948
- Rumber Godden: The story of Holly and Ivy, München 1974
- Jacob Grimm: Der Berggeist, München 1972
- Jacob Grimm: Kinder- und Hausmärchen, Berlin 1939
- Hanns Jobst: Antinoos, Dessau 1925
- Bai Gai Kiahon: Der Knabe und der Löwe, München 1962
- Ernst Klippel: Bei arabischen Beduinen, Reutlingen 1942
- Herbert Kranz: Der Sohn des Achill in Warschau, Berlin 1941
- Meta Trinchen Krüger: Der Kampf um den Nanga Parbat, Reutlingen 1942
- Franz Möckl: Fränkisches Liederbuch, Regensburg 1961
- Rudolf Rangnow: Im Urwaldparadies des Amazonas, Reutlingen 1942
- Karl Friedrich Reger: Kurze deutsche Sprachlehre, München 1950
- Adolf Reichwein: Abenteuer mit Mensch und Tier, München 1949
- Gerd Riege: Die Jagd nach Wackelbart, Stuttgart 1954
- Jürgen Riel: Der gefangene Reiter, Potsdam 1933
- Jürgen Riel: Die tolle Fahrt der Artemis, Potsdam 1935
- Peter Rosegger: Waldheimat, Bamberg 1954
- Eugen Roth: Von Mensch zu Mensch, Düsseldorf 1960
- Mimi Sonntag: Legenden der ritterbürtigen Heiligen, Berlin 1923
- Mimi Sonntag: Die Ritter vom runden Tisch, Berlin 1923
- Otto von Taube: Das Ende der Königsmarcks, Merseburg 1937
- Hans-Günther Wolf: Rennsieg in Mexiko, Reutlingen 1953
- Gottfried Wolters: Inmitten der Nacht, Wolfenbüttel 1957
- Gottfried Wolters: Von Kerlen wollen wir singen, Wolfenbüttel 1959

## Ausstellungskataloge
- Alfred Zacharias, München 1981
- Alfred Zacharias, München 1991